# ホルヘ・ボボネ
ホルヘ・ボボネ (Jorge E. Bobone、1901年-1958年10月21日) は、アルゼンチンの天文学者である。
彼は、1870年代にベンジャミン・グールドによって設立され、現在はコルドバ国立大学の所有になっているコルドバのアルゼンチン国立天文台(Observatorio Nacional Argentino)で研究を行った。
1928年から1954年にかけて、アストロノミカルジャーナルやアストロノミシェ・ナハリヒテン等の専門誌にいくつかの論文を投稿した。その中の主要なものは、彗星の写真観測やヒマリアの天体暦、いくつかの小惑星に関するものである。
月のクレーターボボネや小惑星番号2507番の小惑星ボボネは、彼の名前にちなむものである。